# Pleurothallis rubella
Pleurothallis rubella är en orkidéart som beskrevs av Carlyle August Luer. Pleurothallis rubella ingår i släktet Pleurothallis och familjen orkidéer. Inga underarter finns listade i Catalogue of Life.